# Kono Shuto
Kono Shuto (幸野 志有人, sinh ngày 4 tháng 5 năm 1993) là một cầu thủ bóng đá người Nhật Bản hiện tại thi đấu ở vị trí tiền vệ cho V-Varen Nagasaki ở J1 League.

## Thống kê sự nghiệp
Cập nhật đến ngày 23 tháng 2 năm 2017.
| Câu lạc bộ          | Mùa giải            | Giải vô địch | Giải vô địch | Cúp     | Cúp       | Cúp Liên đoàn | Cúp Liên đoàn | AFC     | AFC       | Tổng    | Tổng      |
| Câu lạc bộ          | Mùa giải            | Số trận      | Bàn thắng    | Số trận | Bàn thắng | Số trận       | Bàn thắng     | Số trận | Bàn thắng | Số trận | Bàn thắng |
| ------------------- | ------------------- | ------------ | ------------ | ------- | --------- | ------------- | ------------- | ------- | --------- | ------- | --------- |
| F.C. Tokyo          | 2010                | 0            | 0            | 1       | 0         | 0             | 0             | –       | –         | 1       | 0         |
| Oita Trinita        | 2011                | 18           | 0            | 2       | 0         | –             | –             | –       | –         | 20      | 0         |
| FC Tokyo            | 2012                | 3            | 0            | –       | –         | 0             | 0             | 0       | 0         | 3       | 0         |
| Machida Zelvia      | 2012                | 15           | 1            | 2       | 0         | –             | –             | –       | –         | 17      | 1         |
| V-Varen Nagasaki    | 2013                | 32           | 2            | 1       | 0         | –             | –             | –       | –         | 32      | 2         |
| FC Tokyo            | 2014                | 0            | 0            | 0       | 0         | 1             | 0             | –       | –         | 1       | 0         |
| JEF United Chiba    | 2014                | 13           | 1            | 1       | 0         | –             | –             | –       | –         | 14      | 1         |
| F.C. Tokyo          | 2015                | 0            | 0            | 0       | 0         | 0             | 0             | –       | –         | 0       | 0         |
| F.C. Tokyo          | 2016                | 0            | 0            | –       | –         | –             | –             | 1       | 0         | 1       | 0         |
| U-23 FC Tokyo       | 2016                | 11           | 0            | –       | –         | –             | –             | –       | –         | 11      | 0         |
| Renofa Yamaguchi    | 2016                | 8            | 0            | 1       | 1         | –             | –             | –       | –         | 9       | 1         |
| Tổng cộng sự nghiệp | Tổng cộng sự nghiệp | 100          | 4            | 8       | 1         | 1             | 0             | 1       | 0         | 110     | 5         |